# 交響曲第3番 (シューベルト)
交響曲第3番（こうきょうきょくだいさんばん）ニ長調D200は、フランツ・シューベルトが1815年に作曲した交響曲。

## 作曲の経緯
1815年5月24日、シューベルトが18歳の時に作曲し、第2番から約2ヵ月を経て引き続き作曲した。最初の47小節は同年の5月に書き、残りの部分は同年の7月11日から19日のわずかな期間で書き上げた。シューベルトの交響曲の中で最も短いが、第1番、第2番より一層引き締まっており、楽器の使い方にも新しい効果がある。シューベルトの生前の演奏については不明な点が多く、よく分かっていない。1860年12月2日にウィーンの楽友協会の演奏会で、ヘルベックの指揮で終楽章のみが演奏された。また、全曲の初演は1881年2月19日にロンドンの「水晶宮コンサート」で、アウグスト・マンスの指揮によって行なわれた。
また第3番はモーツァルトやハイドンの影響が濃いが、その前の交響曲第2番と比べると、シューベルトの個性が現れており、また民謡との関係が深い。ワルター・フェッターは、この曲の第2楽章が最も重要であるとし、その主題が14世紀のドイツの民謡「マリアの子守歌」とほとんど同じであると指摘している。

## 楽器編成
フルート2、オーボエ2、クラリネット2、ファゴット2、ホルン2、トランペット2、ティンパニ、弦5部。

## 構成
全4楽章の構成で、演奏時間は約23分。
第1楽章 Adagio maestoso - Allegro con brio  ニ長調、4分の4拍子。
序奏付きのソナタ形式で、長く重々しい序奏がしずまると、Allegro con brioの主部となり、クラリネットによって第1主題が奏される。これは後の交響曲第8番の第1主題に似た、いかにもシューベルトらしい旋律である。
第2楽章 Allegretto ト長調、4分の2拍子。
3部形式。ハイドン風の明るさで、美しい楽章である。フルートの2nd、トランペット2本、ティンパニは休止。
第3楽章 Menuetto. Vivace ニ長調、4分の3拍子。
3部形式。上拍にアクセントを置いたスケルツォ風の主部に、レントラー風なトリオが対照される。
第4楽章 Presto vivace ニ長調、8分の6拍子。
タランテラ風なリズムを持つソナタ形式の楽章で、第1主題は曲頭に現れるもの、第2主題は弦と管とのかけ合いで奏される短い動機からなる。